# Itacoatiara
Itacoatiara là một đô thị thuộc bang Amazonas, Brasil. Đô thị này có diện tích 8891,99 km², dân số năm 2007 là 83860 người, mật độ 9,43 người/km².